# Cantello
Cantello (lombardul: Cantell) település Olaszországban, Varese megyében. Lakosainak száma 4723 fő (2023. január 1.). Cantello Arcisate, Clivio, Malnate, Rodero, Varese, Viggiù, Solbiate con Cagno és Stabio községekkel határos.

## Népesség
A település népességének változása:
| Lakosok száma | 4675 | 4747 | 4723 |
|               | 2017 | 2018 | 2023 |